# フィソン
フィソン（Wheesung、本名：최휘성、チェ・フィソン、漢：崔輝晟、1982年2月5日 - 2025年3月10日?）は、大韓民国の歌手である。2017年、個人事務所「リアルスローカンパニー（Realslow Company）」を設立し、「リアルスロー（Realslow）」の芸名で活動する。

## 経歴
2002年には1集アルバム「Like A Movie」でソロデビューを果たし、2009年2月には英国のR&B歌手クレイグ・デイヴィッドの歓迎を受け、シングル曲「Insomnia」をリメイクした。同年に6枚目のアルバム「Vocolate」を作成中、アメリカの現地スタッフと共に楽曲を録音。その縁でNe-Yoがマイケル・ジャクソンに書き下ろした曲をフィソンに授けることとなった。最近ではマイケルの曲「You are not alone」をアジア人歌手としてに初めてリメイクしたが、生前にマイケルと共に作業した世界的なカナダ人ミュージシャンのスティーブ・バラカットと制作したことが話題になった。
2011年11月7日に現役で入隊。論山陸軍訓練所の助手として服務していた期間中、同年2月に依存症対策の為、麻薬類として指定されたプロポフォールを投薬した疑いで召喚調査を受けたが不起訴処分となった。その後、2013年8月9日に除隊した。
2017、独立レーベルRealslow Companyを立ち上げた。この名前はフィソンとしての活動とは別に、アンダーシーンで活動していた時に使っていた芸名である。
2025年3月10日、ソウル市広津区の自宅で心停止の状態で発見された。43歳没。

## ディスコグラフィー

### M.Boat &YGエンターテインメント
- 1集 《Like A Movie》 (2002年4月3日)
- 2集 《It's Real》 (2003年8月21日)
- 3集 《For The Moment》 (2004年10月16日)
- 4集 《Love... Love...? Love...!》 (2005年9月22日)
- デジタルシングル 《Against All Odds》 (2006年4月16日)

### Orange Shock Entertainment
- デジタルシングル 《OST 中天の記憶 '三日月'》 (2006年11月23日)
- 5集 《Eternal Essence of Music》 (2007年9月4日)
- デジタルシングル 《スマイル プロジェクト Vol.2 'Love Seat'》 (2008年4月1日)
- デジタルシングル 《フィソン with D.O '僕たちには及ばない'》 (2008年5月27日)
- ミニアルバム1集 《With All My Heart And Soul》 (2008年10月29日)
- デジタルシングル 《Insomnia (不眠症)》 (2009年2月18日)
- デジタルシングル 《私の家にどうしてきたの？ OST 'Rain Drop (With G.ゴリラ)'》 (2009年4月2日)

### Pop up Entertainment
- 6集 《Vocolate》 (2009年10月8日)
- デジタルシングル 《The Artist (趙德培 25周年記念アルバム Part.2 フィソン 夢に)》 (2010年1月19日)
- デジタルシングル 《ロードナンバーワン OST PART-2》 (2010年7月1日)
- シングルアルバム1集 《Realslow Is Back》 (2010年8月26日)
- デジタルシングル 《ドクター・チャンプ OST PART 5》 (2010年11月2日)

### YMC Entertainment
- デジタルシングル 《Winter Night》(2010年12月22日)
- シングルアルバム2集 《胸が潰れる話》 (2011年3月15日)
- ミニアルバム2集 《奴らが来る》 (2011年10月10日)
- デジタルシングル 《The Lyrics - No.1》 (2012年6月7日)
- デジタルシングル 《Dokkun Project Pt.1》 (2012年9月27日)
- ミニアルバム3集 《The Best Man》 (2014.05.12)
- ミニアルバム4集 《Transformation》 (2016.06.14)

### Realslow Company
- デジタルシングル 《Realslow171023》 (2017.10.23)
- デジタルシングル 《Are You Dating (연애는 하니..?)》 (2017.12.18)
- ミニアルバム5集 《In Space》 (2018.10)
- デジタルシングル《Remember》（2019.3.14）